# まきしお (潜水艦・2代)
まきしお（ローマ字：JS Makishio, SS-593, TSS-3610）は、海上自衛隊の潜水艦。おやしお型潜水艦の4番艦。艦名はワイ潮の別名である巻き潮から由来し、この名を受け継いだ日本の艦艇としては、うずしお型潜水艦「まきしお」（SS-567）に続き2代目にあたる。

## 艦歴
「まきしお」は、中期防衛力整備計画に基づく平成8年度計画2700トン型潜水艦8108号艦として、三菱重工業神戸造船所で1997年3月26日に起工され、1999年9月22日に進水、2001年3月26日に就役し、第1潜水隊群第1潜水隊に編入され呉に配備された。
2008年8月6日、米国派遣訓練のためハワイに向けて呉を出港し、11月12日に帰港した。
2019年3月30日から6月29日にかけて米国派遣訓練に参加し、ハワイ諸島方面において洋上訓練及び施設利用訓練を実施する。
2023年3月17日、練習潜水艦「おやしお」の除籍に伴い、練習潜水艦に種別変更され、潜水艦隊直轄第1練習潜水隊に編入された。定係港は呉。

### 歴代艦長
| 代 | 氏名       | 在任期間               | 出身校・期        | 前職                                 | 後職                             | 備考                 |
| -- | ---------- | ---------------------- | ----------------- | ------------------------------------ | -------------------------------- | -------------------- |
| 01 | 越 英行    | 2001.3.29 - 2002.6.6   |                   | まきしお艤装員長                     | 艦艇開発隊                       |                      |
| 02 | 井上喜文   | 2002.6.7 - 2004.3.25   | 防大28期          | 潜水艦隊司令部                       |                                  |                      |
| 03 | 井口郁丸   | 2004.3.26 - 2005.6.19  | 37期幹候          | 防衛大学校次席指導教官               | せとしお艤装員長                 |                      |
| 04 | 小座間善隆 | 2005.6.20 - 2006.6.29  | 明治大・ 39期幹候 | 潜水艦教育訓練隊                     | 海上幕僚監部人事教育部人事計画課 |                      |
| 05 | 保科俊朗   | 2006.6.30 - 2007.6.19  | 防大35期          | 潜水艦教育訓練隊                     | 海上幕僚監部人事教育部補任課     |                      |
| 06 | 吉野宏昭   | 2007.6.20 - 2008.6.19  | 防大34期          | 潜水艦教育訓練隊                     | 海上幕僚監部防衛部装備体系課     |                      |
| 07 | 吉田 誠    | 2008.6.20 - 2011.2.28  | 防大34期          | 潜水艦隊司令部付                     | 潜水艦隊司令部付                 | 2010.7.1 1等海佐昇任 |
| 08 | 川﨑英洋   | 2011.3.1 - 2012.8.23   | 防大31期          | 潜水艦教育訓練隊                     | 海上幕僚監部監察官付             |                      |
| 09 | 喜多村宗範 | 2012.8.24 - 2014.3.31  |                   | 潜水艦教育訓練隊                     | ふゆしお艦長                     |                      |
| 10 | 渡邊忠士   | 2014.4.1 - 2016.6.21   | 防大40期          | 護衛艦隊司令部幕僚                   | 海上自衛隊幹部学校               |                      |
| 11 | 稲垣芳朗   | 2016.6.22 - 2018.1.17  | 防大44期          | 潜水艦教育訓練隊                     | みちしお艦長                     |                      |
| 12 | 加藤将吾   | 2018.1.18 - 2019.7.31  |                   | 海上幕僚監部防衛部運用支援課         | 潜水艦隊司令部幕僚               |                      |
| 13 | 佐々木和彦 | 2019.8.1 - 2021.3.14   |                   | 潜水艦教育訓練隊                     | 潜水艦教育訓練隊                 | 3等海佐              |
| 14 | 星野兼也   | 2021.3.15 - 2021.10.31 |                   | 海上幕僚監部指揮通信情報部指揮通信課 | 艦艇開発隊                       | 3等海佐              |
| 15 | 佐藤直幸   | 2021.11.1 -            |                   | いそしお艦長                         |                                  |                      |